# Tenis na Letních olympijských hrách 2016 – mužská čtyřhra

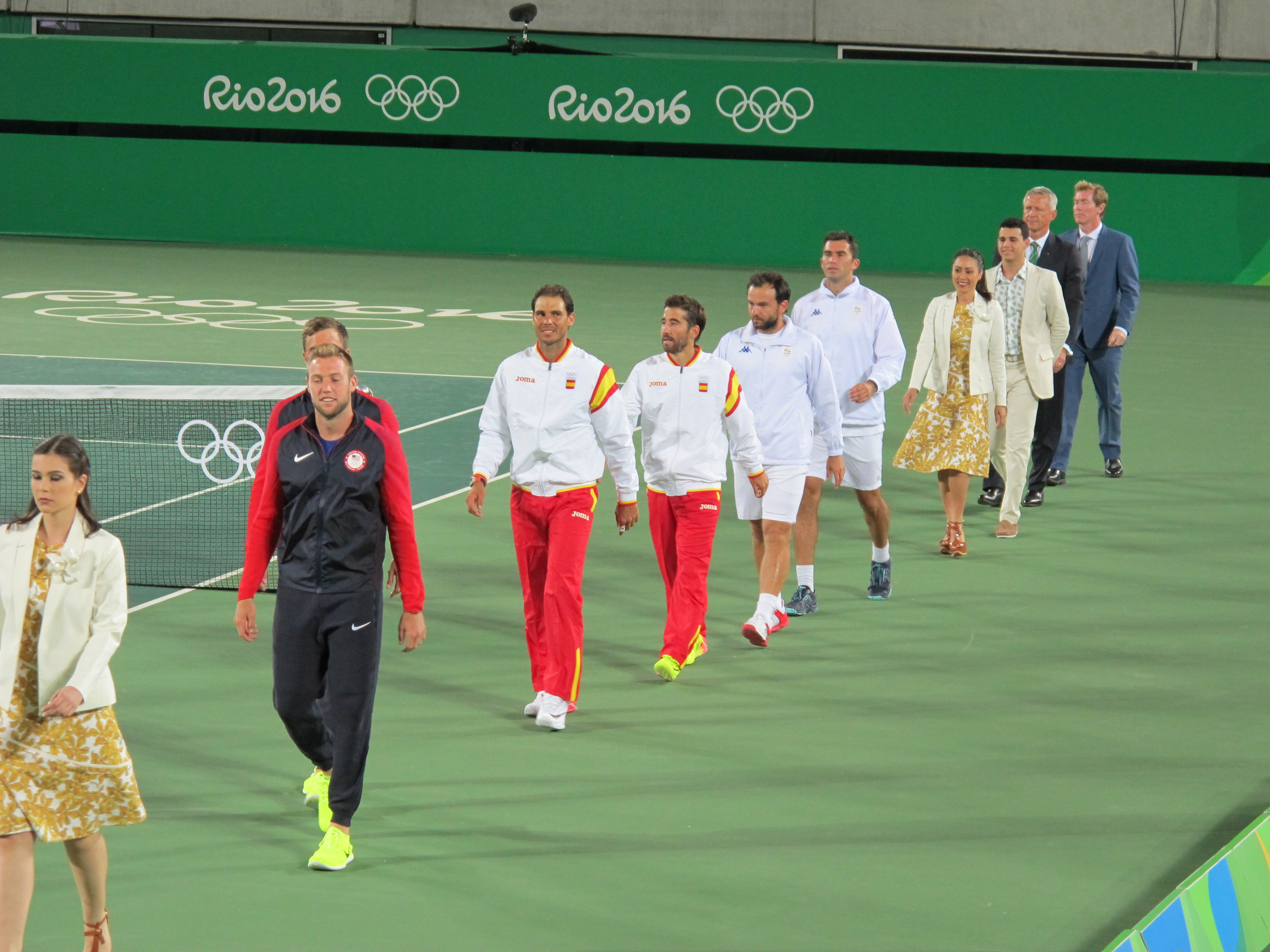
Nástup medailistů při slavnostním ceremoniálu

Mužská čtyřhra na Letních olympijských hrách 2016 probíhala v areálu riodejaneirského Olympijského tenisového centra, ležícího v Parku Barra. Soutěž se konala v období od 6. do 12. srpna 2016 na deseti otevřených dvorcích s tvrdým povrchem GreenSet Grand Prix Cushion. Šest dalších kurtů bylo určeno pro trénink.
Turnaj pořádaly Mezinárodní tenisová federace a Mezinárodní olympijský výbor. Do soutěže nastoupilo 32 dvojic. Body do deblového žebříčku ATP nebyly hráčům přiděleny. Utkání se hrála na dva vítězné sety. Tiebreak rozhodoval všechny sady za stavu her 6–6.
Obhájcem zlaté medaile z londýnských Her XXX. olympiády se stal americký pár bratrů Boba a Mika Bryanových, kteří se z účasti omluvili pro riziko nákazy virem zika. K rozhodnutí uvedli: „Strávili jsme s tím s Mikem a našimi rodinami nepočítané množství hodin. A i když bychom zase rádi reprezentovali, coby pro manžele a otce je pro nás prioritou zdraví naší rodiny.“
Olympijskými vítězi se stali šestí nasazení Španělé Marc López s Rafaelem Nadalem, kteří ve finále zdolali za 2:26 hodin rumunské turnajové pětky Florina Mergeu s Horiou Tecăuem po třísetovém průběhu 6–2, 3–6 a 6–4. Rumuni získali stříbrné kovy. Bronz připadl americké dvojici Steve Johnson a Jack Sock po výhře nad reprezentanty kanadského tenisu Danielem Nestorem a Vaskem Pospisilem.

## Harmonogram
Mužská čtyřhra probíhala od soboty 6. srpna do soboty 12. srpna 2016.
| Datum          | 6. srpna | 7. srpna | 8. srpna | 9. srpna    | 9. srpna    | 10. srpna        | 11. srpna  | 12. srpna | 12. srpna |
| Zahájení       | 11:00    | 11:00    | 11:00    | 11:00       | 11:00       | —                | 12:00      | 12:00     | 12:00     |
| -------------- | -------- | -------- | -------- | ----------- | ----------- | ---------------- | ---------- | --------- | --------- |
| Mužská čtyřhra | 1. kolo  | 1. kolo  | 2. kolo  | čtvrtfinále | čtvrtfinále | nehráno pro déšť | semifinále | o bronz   | o zlato   |

## Významné zápasy
V 1. kole se s turnajem rozloučily dva nejvýše postavené páry v soutěži. Francouzské světové jedničky Pierre-Hugues Herbert a Nicolas Mahut, nestačily na kolumbijskou dvojici Juan Sebastián Cabal a Robert Farah Maksúd a nad síly skotských bratrů, reprezentující Spojené království Andyho a Jamieho Murrayho byli domácí Brazilci Thomaz Bellucci a André Sá, jenž zvládli koncovky dvou tiebreaků.

## Soutěž mužské čtyřhry

### Nasazení párů
1. Pierre-Hugues Herbert (FRA) /  Nicolas Mahut (FRA) (1. kolo)
2. Andy Murray (GBR) /  Jamie Murray (GBR) (1. kolo)
3. Marcelo Melo (BRA) /  Bruno Soares (BRA) (čtvrtfinále)
4. Gaël Monfils (FRA) /  Jo-Wilfried Tsonga (FRA) (1. kolo)
5. Florin Mergea (ROU) /  Horia Tecău (ROU) (finále, stříbrná medaile)
6. Marc López (ESP) /  Rafael Nadal (ESP) (vítězové, zlatá medaile)
7. Daniel Nestor (CAN) /  Vasek Pospisil (CAN) (semifinále)
8. Roberto Bautista Agut (ESP) /  David Ferrer (ESP) (čtvrtfinále)

### Pavouk
| Legenda                                                                    |                                                |                           |
| - IP – pozvání ITF - INV – pozvání Tripartitní komise - d – diskvalifikace | - Alt – náhradník - r – skreč - w/o – bez boje | - PR – žebříčková ochrana |

#### Finálová fáze
|  | Semifinále | Semifinále                                 | Semifinále                            | Semifinále | Semifinále |   |                                         | Finále o zlatou medaili               | Finále o zlatou medaili                    | Finále o zlatou medaili   | Finále o zlatou medaili   | Finále o zlatou medaili   |
|  |            |                                            |                                       |            |            |   |                                         |                                       |                                            |                           |                           |                           |
|  |            | Steve Johnson (USA) · Jack Sock (USA)      | 3                                     | 5          |            |   |                                         |                                       |                                            |                           |                           |                           |
|  | 5          | Florin Mergea (ROU) · Horia Tecău (ROU)    | 6                                     | 7          |            |   |                                         |                                       |                                            |                           |                           |                           |
|  | 5          | Florin Mergea (ROU) · Horia Tecău (ROU)    | 6                                     | 7          |            | 5 | Florin Mergea (ROU) · Horia Tecău (ROU) | 2                                     | 6                                          | 4                         |                           |                           |
|  |            |                                            |                                       |            |            | 5 | Florin Mergea (ROU) · Horia Tecău (ROU) | 2                                     | 6                                          | 4                         |                           |                           |
|  |            | 6                                          | Marc López (ESP) · Rafael Nadal (ESP) | 6          | 3          | 6 |                                         |                                       |                                            |                           |                           |                           |
|  | 6          | 6                                          | Marc López (ESP) · Rafael Nadal (ESP) | 6          | 3          | 6 | Marc López (ESP) · Rafael Nadal (ESP)   | 7                                     | 7                                          |                           |                           |                           |
|  | 6          |                                            |                                       |            |            |   | Marc López (ESP) · Rafael Nadal (ESP)   | 7                                     | 7                                          |                           |                           |                           |
|  | 7          | Daniel Nestor (CAN) · Vasek Pospisil (CAN) | 61                                    | 64         |            |   |                                         | Zápas o bronzovou medaili             | Zápas o bronzovou medaili                  | Zápas o bronzovou medaili | Zápas o bronzovou medaili | Zápas o bronzovou medaili |
|  |            |                                            |                                       |            |            |   |                                         | Steve Johnson (USA) · Jack Sock (USA) | 6                                          | 6                         |                           |                           |
|  |            |                                            |                                       |            |            |   |                                         | 7                                     | Daniel Nestor (CAN) · Vasek Pospisil (CAN) | 2                         | 4                         |                           |

#### Horní polovina
| První kolo | První kolo                                   | První kolo | První kolo | První kolo |  |   | Druhé kolo                             | Druhé kolo                               | Druhé kolo | Druhé kolo | Druhé kolo |  |  | Čtvrtfinále | Čtvrtfinále                            | Čtvrtfinále | Čtvrtfinále | Čtvrtfinále |  |  | Semifinále | Semifinále                     | Semifinále | Semifinále | Semifinále |
|            |                                              |            |            |            |  |   |                                        |                                          |            |            |            |  |  |             |                                        |             |             |             |  |  |            |                                |            |            |            |
| 1          | P-H Herbert (FRA) · N Mahut (FRA)            | 64         | 3          |            |  |   |                                        |                                          |            |            |            |  |  |             |                                        |             |             |             |  |  |            |                                |            |            |            |
|            | JS Cabal (COL) · R Farah (COL)               | 7          | 6          |            |  |   |                                        | JS Cabal (COL) · R Farah (COL)           | 4          | 61         |            |  |  |             |                                        |             |             |             |  |  |            |                                |            |            |            |
| IP         | J Peralta (CHI) · H Podlipnik-Castillo (CHI) | 2          | 2          |            |  |   | S Johnson (USA) · J Sock (USA)         | 6                                        | 7          |            |            |  |  |             |                                        |             |             |             |  |  |            |                                |            |            |            |
|            | S Johnson (USA) · J Sock (USA)               | 6          | 6          |            |  |   |                                        |                                          |            |            |            |  |  |             | S Johnson (USA) · J Sock (USA)         | 6           | 6           |             |  |  |            |                                |            |            |            |
|            | Ł Kubot (POL) · M Matkowski (POL)            | 6          | 78         |            |  |   |                                        |                                          |            |            |            |  |  | 8           | R Bautista Agut (ESP) · D Ferrer (ESP) | 4           | 2           |             |  |  |            |                                |            |            |            |
|            | R Bopanna (IND) · L Paes (IND)               | 4          | 6          |            |  |   |                                        | Ł Kubot (POL) · M Matkowski (POL)        | 3          | 65         |            |  |  |             |                                        |             |             |             |  |  |            |                                |            |            |            |
| IP         | L Rosol (CZE) · R Štěpánek (CZE)             | 1          | 4          |            |  | 8 | R Bautista Agut (ESP) · D Ferrer (ESP) | 6                                        | 7          |            |            |  |  |             |                                        |             |             |             |  |  |            |                                |            |            |            |
| 8          | R Bautista Agut (ESP) · D Ferrer (ESP)       | 6          | 6          |            |  |   |                                        |                                          |            |            |            |  |  |             |                                        |             |             |             |  |  |            | S Johnson (USA) · J Sock (USA) | 3          | 5          |            |
| 3          | M Melo (BRA) · B Soares (BRA)                | 6          | 7          |            |  |   |                                        |                                          |            |            |            |  |  |             |                                        |             |             |             |  |  | 5          | F Mergea (ROU) · H Tecău (ROU) | 6          | 7          |            |
| IP         | Sa Ratiwatana (THA) · So Ratiwatana (THA)    | 0          | 61         |            |  |   | 3                                      | M Melo (BRA) · B Soares (BRA)            | 6          | 6          |            |  |  |             |                                        |             |             |             |  |  |            |                                |            |            |            |
|            | M Čilić (CRO) · M Draganja (CRO)             | 2          | 2          |            |  |   | N Djoković (SRB) · N Zimonjić (SRB)    | 4                                        | 4          |            |            |  |  |             |                                        |             |             |             |  |  |            |                                |            |            |            |
|            | N Djoković (SRB) · N Zimonjić (SRB)          | 6          | 6          |            |  |   |                                        |                                          |            |            |            |  |  | 3           | M Melo (BRA) · B Soares (BRA)          | 4           | 7           | 2           |  |  |            |                                |            |            |            |
| IP         | S González (MEX) · MÁ Reyes-Varela (MEX)     | 6          | 6          |            |  |   |                                        |                                          |            |            |            |  |  | 5           | F Mergea (ROU) · H Tecău (ROU)         | 6           | 5           | 6           |  |  |            |                                |            |            |            |
|            | C Fleming (GBR) · D Inglot (GBR)             | 3          | 0          |            |  |   | IP                                     | S González (MEX) · MÁ Reyes-Varela (MEX) | 3          | 69         |            |  |  |             |                                        |             |             |             |  |  |            |                                |            |            |            |
|            | F Delbonis (ARG) · G Durán (ARG)             | 3          | 2          |            |  | 5 | F Mergea (ROU) · H Tecău (ROU)         | 6                                        | 711        |            |            |  |  |             |                                        |             |             |             |  |  |            |                                |            |            |            |
| 5          | F Mergea (ROU) · H Tecău (ROU)               | 6          | 6          |            |  |   |                                        |                                          |            |            |            |  |  |             |                                        |             |             |             |  |  |            |                                |            |            |            |

#### Dolní polovina
| První kolo | První kolo                            | První kolo | První kolo | První kolo |  |     | Druhé kolo                            | Druhé kolo                        | Druhé kolo | Druhé kolo | Druhé kolo |  |  | Čtvrtfinále | Čtvrtfinále                       | Čtvrtfinále | Čtvrtfinále | Čtvrtfinále |  |  | Semifinále | Semifinále                        | Semifinále | Semifinále | Semifinále |
|            |                                       |            |            |            |  |     |                                       |                                   |            |            |            |  |  |             |                                   |             |             |             |  |  |            |                                   |            |            |            |
| 6          | M López (ESP) · R Nadal (ESP)         | 6          | 6          |            |  |     |                                       |                                   |            |            |            |  |  |             |                                   |             |             |             |  |  |            |                                   |            |            |            |
|            | R Haase (NED) · J-J Rojer (NED)       | 4          | 4          |            |  |     | 6                                     | M López (ESP) · R Nadal (ESP)     | 6          | 5          | 6          |  |  |             |                                   |             |             |             |  |  |            |                                   |            |            |            |
| PR         | JM del Potro (ARG) · M González (ARG) | 6          | 7          |            |  | PR  | JM del Potro (ARG) · M González (ARG) | 3                                 | 7          | 2          |            |  |  |             |                                   |             |             |             |  |  |            |                                   |            |            |            |
|            | C Guccione (AUS) · J Peers (AUS)      | 4          | 5          |            |  |     |                                       |                                   |            |            |            |  |  | 6           | M López (ESP) · R Nadal (ESP)     | 6           | 6           |             |  |  |            |                                   |            |            |            |
|            | A Buryj (BLR) · M Mirnyj (BLR)        | 64         | 5          |            |  |     |                                       |                                   |            |            |            |  |  |             | O Marach (AUT) · A Peya (AUT)     | 3           | 1           |             |  |  |            |                                   |            |            |            |
|            | O Marach (AUT) · A Peya (AUT)         | 7          | 7          |            |  |     |                                       | O Marach (AUT) · A Peya (AUT)     | 6          | 62         | 6          |  |  |             |                                   |             |             |             |  |  |            |                                   |            |            |            |
| PR         | B Baker (USA) · R Ram (USA)           | 6          | 6          |            |  | PR  | B Baker (USA) · R Ram (USA)           | 4                                 | 7          | 3          |            |  |  |             |                                   |             |             |             |  |  |            |                                   |            |            |            |
| 4          | G Monfils (FRA) · J-W Tsonga (FRA)    | 1          | 4          |            |  |     |                                       |                                   |            |            |            |  |  |             |                                   |             |             |             |  |  | 6          | M López (ESP) · R Nadal (ESP)     | 7          | 7          |            |
| 7          | D Nestor (CAN) · V Pospisil (CAN)     | 4          | 6          | 78         |  |     |                                       |                                   |            |            |            |  |  |             |                                   |             |             |             |  |  | 7          | D Nestor (CAN) · V Pospisil (CAN) | 61         | 64         |            |
| IP         | M Daniell (NZL) · M Venus (NZL)       | 6          | 3          | 6          |  |     | 7                                     | D Nestor (CAN) · V Pospisil (CAN) | 6          | 6          |            |  |  |             |                                   |             |             |             |  |  |            |                                   |            |            |            |
| Alt        | G Elias (POR) · J Sousa (POR)         | 6          | 6          |            |  | Alt | G Elias (POR) · J Sousa (POR)         | 1                                 | 4          |            |            |  |  |             |                                   |             |             |             |  |  |            |                                   |            |            |            |
| IP         | A Martin (SVK) · I Zelenay (SVK)      | 4          | 2          |            |  |     |                                       |                                   |            |            |            |  |  | 7           | D Nestor (CAN) · V Pospisil (CAN) | 6           | 6           |             |  |  |            |                                   |            |            |            |
| IP         | I Marčenko (UKR) · D Molčanov (UKR)   | 4          | 3          |            |  |     |                                       |                                   |            |            |            |  |  |             | F Fognini (ITA) · A Seppi (ITA)   | 3           | 1           |             |  |  |            |                                   |            |            |            |
|            | F Fognini (ITA) · A Seppi (ITA)       | 6          | 6          |            |  |     |                                       | F Fognini (ITA) · A Seppi (ITA)   | 5          | 7          | 6          |  |  |             |                                   |             |             |             |  |  |            |                                   |            |            |            |
| IP         | T Bellucci (BRA) · A Sá (BRA)         | 78         | 716        |            |  | IP  | T Bellucci (BRA) · A Sá (BRA)         | 7                                 | 5          | 3          |            |  |  |             |                                   |             |             |             |  |  |            |                                   |            |            |            |
| 2          | A Murray (GBR) · J Murray (GBR)       | 6          | 614        |            |  |     |                                       |                                   |            |            |            |  |  |             |                                   |             |             |             |  |  |            |                                   |            |            |            |

## Kvalifikované páry

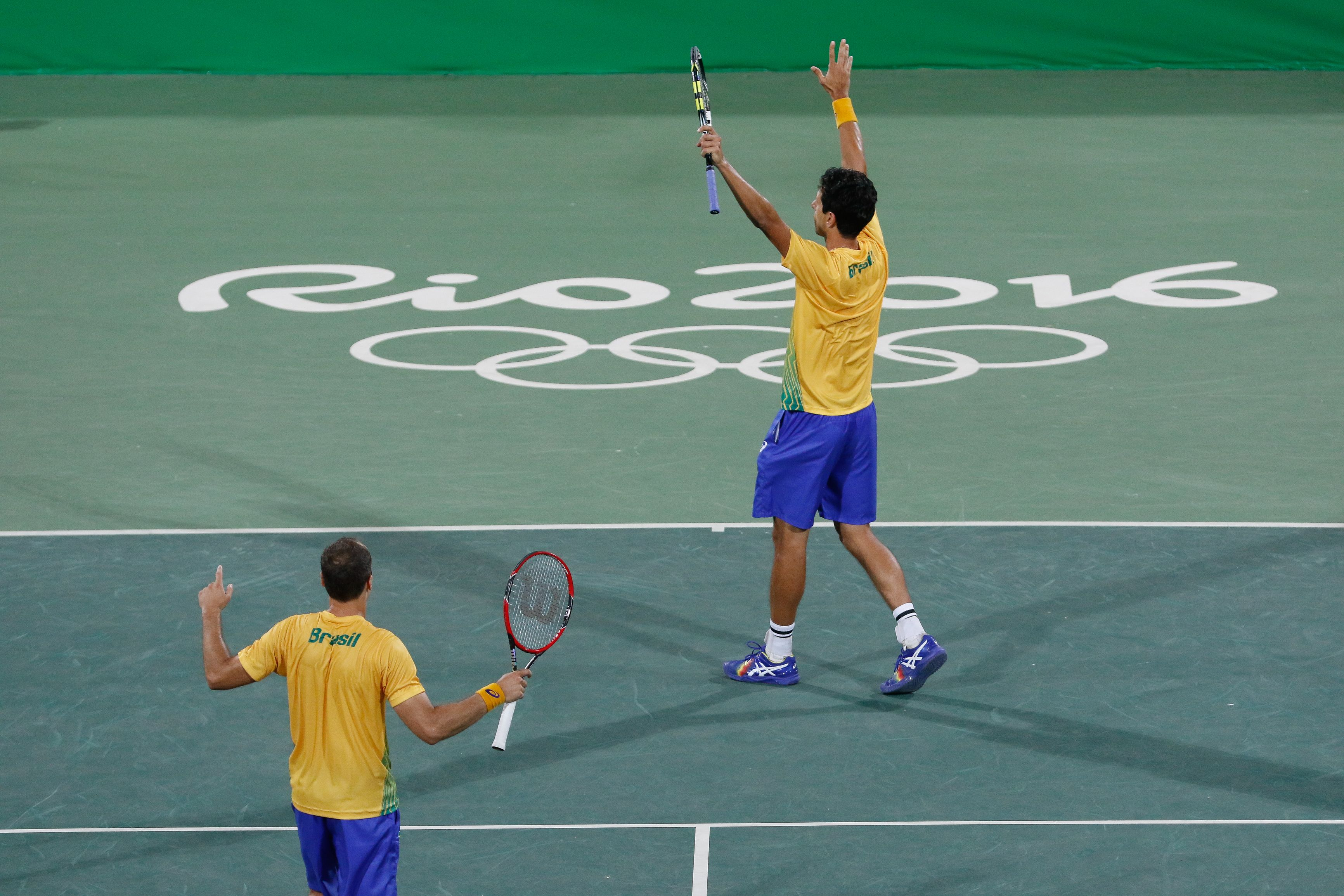
Brazilci Marcelo Melo s Brunem Soaresem zvítězili ve druhém kole nad srbským párem Novak Djoković a Nenad Zimonjić

Mezinárodní tenisová federace oznámila 14 kvalifikovaných párů do olympijského turnaje podle postavení na tzv. kombinovaném žebříčku, vytvořeném ze součtu lepších umístění hráčů ve světové klasifikaci ATP z pondělí 6. června 2016, a to pokud splňovali i doprovodná kritéria startu.
Hráči, kteří figurovali mezi nejlepšími deseti tenisty deblového žebříčku (nikoli v žebříčku párů), měli automaticky zajištěný start s možností výběru spoluhráče-krajana, přestože jako dvojice nemuseli splňovat kritérium umístění do 24. místa v kombinovaném žebříčku ATP. Zbylých osm míst do počtu 32 párů soutěže získalo pozvání ve formě divoké karty od Olympijského výboru ITF.
Limitujícím faktorem byla účast maximálně dvou párů z jednoho státu, respektive národního olympijského výboru (NOV). Tenisté museli být také součástí nominace týmu alespoň ve třech mezistátních utkáních Davis Cupu olympijského cyklu 2012–2016, z toho minimálně v jednom ročníku mezi lety 2015–2016. Výjimkou se stali hráči, jejichž družstvo odehrálo alespoň tři ze čtyř sezón v zonálních základních skupinách nebo pokud tenista dosáhl minimálně 20 celkových nominací v Davis Cupu. Pro tyto hráče se kritérium snížilo na dvě povinné nominace v letech 2012–2016.
Do soutěže zasáhl portugalský pár João Sousa a Gastão Elias z pozice náhradnika, když nahradil německou dvojici Philipp Kohlschreiber a Jan-Lennard Struff.

### Seznam párů
| Seznam párů mužské čtyřhry             |                                                                                   |                                                                                   |                                                                                   |                                                                                   |                                                                                   |                                                                                   |                                                                                   |                                                                                   |                                                                     |
| Poř.                                   | KŽ                                                                                | První deblista                                                                    | První deblista                                                                    | První deblista                                                                    | Druhý deblista                                                                    | Druhý deblista                                                                    | Druhý deblista                                                                    | národní olympijský výbor                                                          |                                                                     |
| Poř.                                   | KŽ                                                                                | dvouhra                                                                           | čtyřhra                                                                           | hráč                                                                              | dvouhra                                                                           | čtyřhra                                                                           | hráč                                                                              | národní olympijský výbor                                                          |                                                                     |
| Top 10 žebříčku ATP ve čtyřhře         |                                                                                   |                                                                                   |                                                                                   |                                                                                   |                                                                                   |                                                                                   |                                                                                   |                                                                                   |                                                                     |
| 1.                                     | 4.                                                                                | 79.                                                                               | 3.                                                                                | Pierre-Hugues Herbertf                                                            | 49.                                                                               | 1.                                                                                | Nicolas Mahut                                                                     | Francie                                                                           |                                                                     |
| 2.                                     | 4.                                                                                | 2.                                                                                | 142.                                                                              | Andy Murray                                                                       | –                                                                                 | 2.                                                                                | Jamie Murray                                                                      | Velká Británie                                                                    |                                                                     |
| 3.                                     | 17.                                                                               | –                                                                                 | 11.                                                                               | Florin Mergea                                                                     | –                                                                                 | 6.                                                                                | Horia Tecău                                                                       | Rumunsko                                                                          |                                                                     |
| 4.                                     | 89.                                                                               | 82.                                                                               | 170.                                                                              | Robin Haase                                                                       | –                                                                                 | 7.                                                                                | Jean-Julien Rojer                                                                 | Nizozemsko                                                                        |                                                                     |
| 5.                                     | 17.                                                                               | –                                                                                 | 8.                                                                                | Marcelo Melo                                                                      | –                                                                                 | 9.                                                                                | Bruno Soares                                                                      | Brazílie                                                                          |                                                                     |
| 6.                                     | 56.                                                                               | –                                                                                 | 10.                                                                               | Rohan Bopanna                                                                     | –                                                                                 | 46.                                                                               | Leander Paes                                                                      | Indie                                                                             |                                                                     |
| Přímá účast dle kombinovaného žebříčku |                                                                                   |                                                                                   |                                                                                   |                                                                                   |                                                                                   |                                                                                   |                                                                                   |                                                                                   |                                                                     |
| 7.                                     | 22.                                                                               | 4.                                                                                | 144.                                                                              | Rafael Nadalf                                                                     | –                                                                                 | 18.                                                                               | Marc López                                                                        | Španělsko                                                                         |                                                                     |
| 8.                                     | 24.                                                                               | 1.                                                                                | 154.                                                                              | Novak Djoković                                                                    | –                                                                                 | 23.                                                                               | Nenad Zimonjić                                                                    | Srbsko                                                                            |                                                                     |
| 9.                                     | 27.                                                                               | 15.                                                                               | 593.                                                                              | Gaël Monfils                                                                      | 12.                                                                               | 360.                                                                              | Jo-Wilfried Tsonga                                                                | Francie                                                                           |                                                                     |
| 10.                                    | 30.                                                                               | 16.                                                                               | 291.                                                                              | Roberto Bautista Agut                                                             | 14                                                                                | –                                                                                 | David Ferrer                                                                      | Španělsko                                                                         |                                                                     |
| 11.                                    | 33.                                                                               | -                                                                                 | 13.                                                                               | Daniel Nestor                                                                     | 46.                                                                               | 20.                                                                               | Vasek Pospisil                                                                    | Kanada                                                                            |                                                                     |
| 12.                                    | 43.                                                                               | 595.                                                                              | 22.                                                                               | Łukasz Kubot                                                                      | –                                                                                 | 21.                                                                               | Marcin Matkowski                                                                  | Polsko                                                                            |                                                                     |
| 13.                                    | 49.                                                                               | 13.                                                                               | 357.                                                                              | Marin Čilić                                                                       | –                                                                                 | 36.PR                                                                             | Marin Draganja                                                                    | Chorvatsko                                                                        |                                                                     |
| 14.                                    | 54.                                                                               | –                                                                                 | 27.                                                                               | Juan Sebastián Cabal                                                              | –                                                                                 | 27.                                                                               | Robert Farah                                                                      | Kolumbie                                                                          |                                                                     |
| 15.                                    | 61.                                                                               | –                                                                                 | 49.                                                                               | Chris Guccione                                                                    | –                                                                                 | 12.                                                                               | John Peers                                                                        | Austrálie                                                                         |                                                                     |
| 16.                                    | 63.                                                                               | –                                                                                 | 44.                                                                               | Oliver Marachf                                                                    | –                                                                                 | 19.                                                                               | Alexander Peya                                                                    | Rakousko                                                                          |                                                                     |
| 17.                                    | 63.                                                                               | 39.                                                                               | 42.                                                                               | Steve Johnsonf                                                                    | 27.                                                                               | 24.                                                                               | Jack Sock                                                                         | Spojené státy americké                                                            |                                                                     |
| 18.                                    | 65.                                                                               | 7.PR                                                                              | 588.                                                                              | Juan Martín del Potro                                                             | 140                                                                               | 58                                                                                | Máximo Gonzálezf                                                                  | Argentina                                                                         |                                                                     |
| 19.                                    | 74.                                                                               | 34.                                                                               | 60.                                                                               | Fabio Fognini                                                                     | 40.                                                                               | 79.                                                                               | Andreas Seppi                                                                     | Itálie                                                                            |                                                                     |
| 20.                                    | 85.                                                                               | 56.PR                                                                             | 259                                                                               | Brian Bakerf                                                                      | 72.                                                                               | 29.                                                                               | Rajeev Ramf                                                                       | Spojené státy americké                                                            |                                                                     |
| 21.                                    | 86.                                                                               | 35.                                                                               | 153.                                                                              | Federico Delbonis                                                                 | 1248.                                                                             | 51.                                                                               | Guillermo Duránf                                                                  | Argentina                                                                         |                                                                     |
| 22.                                    | 86.                                                                               | –                                                                                 | 54.                                                                               | Colin Flemingf                                                                    | –                                                                                 | 32.                                                                               | Dominic Inglot                                                                    | Velká Británie                                                                    |                                                                     |
| 23.                                    | 89.                                                                               | –                                                                                 | 63.                                                                               | Aleksandr Buryj                                                                   | –                                                                                 | 26.                                                                               | Max Mirnyj                                                                        | Bělorusko                                                                         |                                                                     |
| a                                      | 115.                                                                              | 26.                                                                               | 186.                                                                              | Philipp Kohlschreiber                                                             | 89.                                                                               | 177.                                                                              | Jan-Lennard Struff                                                                | Německo                                                                           |                                                                     |
| Divoké karty ITF (ITF Invitation)      |                                                                                   |                                                                                   |                                                                                   |                                                                                   |                                                                                   |                                                                                   |                                                                                   |                                                                                   |                                                                     |
| 24.                                    | 102.                                                                              | 71.                                                                               | 104.                                                                              | Lukáš Rosol                                                                       | 129.                                                                              | 31.                                                                               | Radek Štěpánek                                                                    | Česko                                                                             |                                                                     |
| 25.                                    | 107.                                                                              | –                                                                                 | 64.                                                                               | Marcus Daniell                                                                    | 915.                                                                              | 43.                                                                               | Michael Venus                                                                     | Nový Zéland                                                                       |                                                                     |
| 26.                                    | 115.                                                                              | 62.                                                                               | 84.                                                                               | Thomaz Bellucci                                                                   | –                                                                                 | 53.                                                                               | André Sá                                                                          | Brazílie                                                                          |                                                                     |
| 27.                                    | 127.                                                                              | –                                                                                 | 61.                                                                               | Julio Peraltaf                                                                    | 210.                                                                              | 66.                                                                               | Hans Podlipnik-Castillo                                                           | Chile                                                                             |                                                                     |
| 28.                                    | 143.                                                                              | 110.                                                                              | 74.                                                                               | Andrej Martin                                                                     | –                                                                                 | 69.                                                                               | Igor Zelenay                                                                      | Slovensko                                                                         |                                                                     |
| 29.                                    | 148.                                                                              | 73.                                                                               | 601.                                                                              | Illja Marčenko                                                                    | 229.                                                                              | 75.                                                                               | Denys Molčanov                                                                    | Ukrajina                                                                          |                                                                     |
| 30.                                    | 179.                                                                              | –                                                                                 | 50.                                                                               | Santiago González                                                                 | –                                                                                 | 129.                                                                              | Miguel Ángel Reyes-Varela                                                         | Mexiko                                                                            |                                                                     |
| 31.                                    | 210.                                                                              | –                                                                                 | 105.                                                                              | Sančaj Ratiwatana                                                                 | –                                                                                 | 105.                                                                              | Sončat Ratiwatana                                                                 | Thajsko                                                                           |                                                                     |
| Náhradníci                             |                                                                                   |                                                                                   |                                                                                   |                                                                                   |                                                                                   |                                                                                   |                                                                                   |                                                                                   |                                                                     |
| 32.                                    | 118.                                                                              | 30.                                                                               | 99.                                                                               | João Sousa                                                                        | 88.                                                                               | 158.                                                                              | Gastão Elias                                                                      | Portugalsko                                                                       |                                                                     |
| Legenda                                |                                                                                   |                                                                                   |                                                                                   |                                                                                   |                                                                                   |                                                                                   |                                                                                   |                                                                                   |                                                                     |
| a                                      | pár nestartoval pro zranění hráče nebo z vlastního rozhodnutí členů               | pár nestartoval pro zranění hráče nebo z vlastního rozhodnutí členů               | pár nestartoval pro zranění hráče nebo z vlastního rozhodnutí členů               | pár nestartoval pro zranění hráče nebo z vlastního rozhodnutí členů               | pár nestartoval pro zranění hráče nebo z vlastního rozhodnutí členů               | pár nestartoval pro zranění hráče nebo z vlastního rozhodnutí členů               | pár nestartoval pro zranění hráče nebo z vlastního rozhodnutí členů               | pár nestartoval pro zranění hráče nebo z vlastního rozhodnutí členů               | pár nestartoval pro zranění hráče nebo z vlastního rozhodnutí členů |
| f                                      | hráč obdržel povolení startu od ITF i přes nesplnění kritérií účasti v Davis Cupu | hráč obdržel povolení startu od ITF i přes nesplnění kritérií účasti v Davis Cupu | hráč obdržel povolení startu od ITF i přes nesplnění kritérií účasti v Davis Cupu | hráč obdržel povolení startu od ITF i přes nesplnění kritérií účasti v Davis Cupu | hráč obdržel povolení startu od ITF i přes nesplnění kritérií účasti v Davis Cupu | hráč obdržel povolení startu od ITF i přes nesplnění kritérií účasti v Davis Cupu | hráč obdržel povolení startu od ITF i přes nesplnění kritérií účasti v Davis Cupu | hráč obdržel povolení startu od ITF i přes nesplnění kritérií účasti v Davis Cupu |                                                                     |
| PR                                     | žebříčková ochrana                                                                | žebříčková ochrana                                                                | žebříčková ochrana                                                                | žebříčková ochrana                                                                | žebříčková ochrana                                                                | žebříčková ochrana                                                                | žebříčková ochrana                                                                | žebříčková ochrana                                                                |                                                                     |